# Johann Schop
Johann Schop (circa 1590 - Hamburg, 1667) was een Duitse barokcomponist en musicus. Hij bespeelde onder andere de viool, luit, trombone en zink.

## Levensloop
Het is onbekend waar en wanneer Johann Schop is geboren, maar het zal rond 1590 zijn geweest in Nedersaksen. Hij kwam uit een familie die in de 16e en 17e eeuw actief was in het Hamburgse muziekleven. Het is niet bekend wie zijn ouders waren, maar Johann Schop schreef in 1633 in het voorwoord van zijn muziekalbum Erster Theil newer Paduanen wel dat zijn vader eind 16e eeuw stadsmusicus was in Hamburg. Mogelijk was dit dan Fabian Schobe, die tussen 1572 en 1595 inderdaad op de loonlijst van de stadsmusici stond.
Ook over Schops muziekopleiding is geen duidelijkheid. Logischerwijs zal hij eerst les hebben gehad van zijn vader. Ook kan hij onderwijs hebben genoten bij de Engelse violist William Brade, die tot 1614 actief was als muziekdirecteur in Hamburg.

### Kopenhagen
In 1614 kreeg Schop van hertog Frederik Ulrich een proefperiode als musicus bij de hofkapel te Wolfenbüttel. Omdat hij zeer goed presteerde werd dit in 1615 omgezet in een vaste aanstelling. Hij vertrok echter nog datzelfde jaar naar Kopenhagen, waar op dat moment een bloeiend muziekleven was dankzij koning Christiaan IV. In Kopenhagen kwam Schop de violist William Brade tegen, die hij mogelijk dus al kende uit Hamburg.
Toen de pest uitbrak verliet hij in 1619 Kopenhagen en keerde terug naar Duitsland. Hij kreeg een aanstelling bij Filips Sigismund van Brunswijk-Wolfenbüttel.

### Hamburg
In 1621 kon Schopp aan de slag als muziekdirecteur van de stad Hamburg. Voor een ruim salaris leverde hij bijdragen aan kerkmuziek en stedelijke festiviteiten.
In 1626 werd zoon Johann geboren, zes jaar later gevolgd door zoon Albert. Net als hun vader werden ook zij actief in de muziek: Johann werd gambaspeler en werkte onder andere in Schwerin en Parijs, terwijl Albert hoforganist werd in Güstrow.
Samen met Heinrich Schütz en Heinrich Albert woonde Schop in 1634 te Kopenhagen de bruiloft bij van de Deense kroonprins Christiaan. Tijdens de huwelijksfeesten won hij in een wedstrijd van de Franse violist Jacques Foucart. De Deense koning deed nog enkele pogingen om Schop te verleiden zich weer in Kopenhagen te vestigen, maar Schop bleef trouw aan Hamburg. Hij zou daar in 1667 ook komen te overlijden.

## Werken
In Hamburg leverde Schop grote bijdragen aan de bloeiende muziekcultuur. Hij werkte samen met de componisten Heinrich Scheidemann en Jacob Praetorius en zette gedichten van Johann Rist en Philipp von Zesen op muziek. Sommige van deze liederen zijn in de Lutherse gezangboeken opgenomen. 
De stijl van Schop is mede gevormd door zijn nauwe contacten met Engelse en Italiaanse violisten. De Engelse invloed is bijvoorbeeld duidelijk hoorbaar in zijn vioolcomposities. Schop ontwikkelde zich tot de belangrijkste vertegenwoordiger van de vroege vioolmuziek in Duitsland en met zijn dansmuziek leverde hij een bijdrage aan de verdere ontwikkeling van de suite.
Hieronder volgt een selectie van zijn werken: 
- Erster Theil newer Paduanen, Galliarden, Allemanden, Balletten, Couranten, Canzonen (Hamburg, 1633)
- Zweiter Theil newer Paduanen, Galliarden, Allemanden, Balletten, Couranten, Canzonen (Hamburg, 1635)
- Erster Theil geistlicher Concerten (Hamburg, 1643/1644)
- 13 vioolcomposities in 't Uitnement Kabinet (Amsterdam, 1646/1649)
- Salomonis des Ebreischen Königs geistliche Wohl-Lust, oder hohes Lied (Amsterdam, 1657)